# Ozio Royal
Ozio Royal est un cheval de course français appartenant à l'écurie Yvan Bernard, entraîné par Jean-Michel Bazire et élevé par M. et Mme Roger Geslot. Il participe aux courses de trot.

## Carrière de courses
Né le 25 mars 2002 au Clos de Beausoleil à Pruillé (49) dans l'élevage de M. et Mme Roger Geslot, il est issu de Cezio Josselyn et de la très bonne Dany Royale, classique sous la selle (3e des Prix de Normandie et Prix des Élites) et semi-classique attelée (placée du Prix Ovide Moulinet). Il est le fruit d'une saillie avec option d'achat consentie par Yvan Bernard. Celui-ci a choisi de se porter acquéreur d'Ozio Royal à ses 18 mois, pour une somme de 15 000 € environ.
Qualifié en 1'21"1 attelé, à Grosbois le 25/06/2004 il ne débute en course qu'en 2005. Très estimé dès son plus jeune âge par son entraîneur, il est toutefois ménagé et se montre, comme l'a été également sa mère dans sa jeunesse, assez délicat en course: soit il gagne soit il est disqualifié. Ainsi en 2005 il commence sa carrière par trois courses en province: 2 victoires et une disqualification. Vainqueur sur l'hippodrome de Vincennes en septembre 2005, il enchaîne sur le meeting d'hiver où il gagne trois courses pour 2 disqualifications. Mis au repos entre février et octobre 2006, il effectue sa rentrée en province (2 courses, 1 victoire) avant de s'aligner dans des bons prix de série à Vincennes. Son  meeting 2006-2007 se solde par 2 victoires (Prix de Picardie et de Verdun), une seconde place, une 4ème place et une disqualification.
Jean-Michel Bazire le dirige alors vers le circuit du Grand National du Trot, dont il fait un objectif. Malheureusement Ozio Royal est disqualifié dans la 1ère étape à Amiens, et surtout dans la 3ème étape à Saint-Galmier alors qu'il avait course gagnée.
À nouveau fautif dans le Prix de Grasse, il se rassure par une victoire à Durtal au début de l'été, mais commet à nouveau l'irréparable à Enghien, encore une fois en ayant course gagnée. Ozio Royal se révèle ensuite totalement. Contraint de prendre des gains lors de la dernière préparatoire au Critérium des 5 ans, le Groupe II Prix Jockey, il s'impose en force sur son parcours de prédilection (2700 m Grande Piste) se révélant face aux meilleurs. Restait à confirmer lors de la grande course: le Critérium des 5 ans, qui voyait s'aligner un épouvantail en la personne d'Offshore Dream, vainqueur du Prix d'Amérique 2007. Tous les meilleurs "O" sont là excepté Orlando Vici: Offshore Dream, Oiseau de Feux, Opus Viervil, Orla Fun, Orlando Sport. Après avoir assuré le départ, Jean-Michel Bazire rapproche Ozio Royal dans la descente, relaie Offshore Dream et durcit la course de loin. Dans le dernier virage, il mène toujours et contrôle ses adversaires dans la dernière ligne droite gagnant en force en 1'13"8 (3 000 m), soit le 3e meilleur temps de l'épreuve.
À la suite de cette épreuve, Ozio Royal souffre d’un suspenseur (ligament interosseux) de l'antérieur droit et est écarté des pistes de nombreuses semaines.
Il est dans le même temps syndiqué en tant qu'étalon et effectue sa 1re saison de monte au Haras du Bois Josselyn (61) au tarif de 4 500 €. Il est toutefois requalifié en octobre 2008 et réalise une rentrée victorieuse à Vincennes à la fin du même mois (sur le pied de 1'13"7, ce qui restera son record), mais ce sera son ultime apparition en piste. Il meurt en 2018.

## Origines
| Origines de Ozio Royal | Origines de Ozio Royal | Origines de Ozio Royal | Origines de Ozio Royal |
| ---------------------- | ---------------------- | ---------------------- | ---------------------- |
| Père Cezio Josselyn    | Armbro Goal            | Speedy Crown           | Speedy Scot            |
| Père Cezio Josselyn    | Armbro Goal            | Speedy Crown           | Missile Toe            |
| Père Cezio Josselyn    | Armbro Goal            | Armbro Flight          | Star's Pride           |
| Père Cezio Josselyn    | Armbro Goal            | Armbro Flight          | Helicopter             |
| Père Cezio Josselyn    | Quezira                | Patara                 | Gutemberg A            |
| Père Cezio Josselyn    | Quezira                | Patara                 | Francette              |
| Père Cezio Josselyn    | Quezira                | Ezira                  | Fandango               |
| Père Cezio Josselyn    | Quezira                | Ezira                  | Queen Hera             |
| Mère Dany Royale       | Le Cocher              | Bellouet               | Paleo                  |
| Mère Dany Royale       | Le Cocher              | Bellouet               | Lola de Bellouet       |
| Mère Dany Royale       | Le Cocher              | Virgule G              | Le Postillon           |
| Mère Dany Royale       | Le Cocher              | Virgule G              | Galejade III           |
| Mère Dany Royale       | Parade Royale          | Greyhound              | Ura                    |
| Mère Dany Royale       | Parade Royale          | Greyhound              | Strada                 |
| Mère Dany Royale       | Parade Royale          | Beauté Royale          | Palais Royal III       |
| Mère Dany Royale       | Parade Royale          | Beauté Royale          | Osaka III              |